# Григорий Продрому
Григорий (на гръцки: Γρηγόριος, Григориос) е гръцки духовник, митрополит на Вселенската патриаршия.

## Биография
Роден е със светското име Йоанис Продрому (Ιωάννης Προδρόμου) или Янарис (Γιάνναρης) в 1841 година в Пломари на Лесбос. Завършва Халкинската семинария в 1886 година и става проповедник и архидякон в Одринската митрополия. След това е учител и архидякон в Галац, Румъния. Става протосингел в Солунската митрополия. Григорий е един от любимците на митрополит Йоаким Солунски, станал по-късно вселенски патриарх. През март 1876 година е сред тримата кандидати за епископския престол на Ардамерската епархия, който в крайна сметка получава Константий.
През март 1876 година е избран за камбанийски епископ в Кулакия. Хиротонисан е за епископ на 28 ноември 1876 година в „Свети Григорий Палама“ от митрополит Йоаким Солунски и епископите Николай Китроски, Мелетий Поленински, Амвросий Йерисовски и Константий Ардамерски. Григорий остава в Солун и служи в храмовете в града, тъй като епископската му катедра Кулакия в началото на 1876 година пострадва от катастрофално наводнение от Вардар.
След избора на Йоаким Солунски за вселенски патриарх на 4 октомври 1878 година, Григорий Камбанийски е избран за временно управляващ митрополията в Солун. След избухването на Олимпийското въстание през 1878 година, патриарх Йоаким го определя като временен заместник на въстаналия епископ Николай. На 20 април 1878 година се среща с американския посланик Хорас Мейнард, който изказва съчуствие към въстаналите гърци. През ноември 1878 година по неизвестни причини подава оставка като камбанийски епископ и два месеца по-късно, в средата на януари 1879 година, заминава за Цариград, където служи до избора му за митрополит на Пловдивската епархия в 1880 година. По-късно е митрополит на Трапезундската, Родоската (наследен от Константин Хадзимарку-Александридис), Сервийската и Кожанска и Дринополската епархия. През май 1899 година е изпратен на заточение.
Умира в Цариград на 13 ноември 1926 година.